# 勇士号铁甲舰
勇士号，或稱戰士號是40门炮蒸汽铁甲巡防舰，建于公元1859至1861年，用以应对法国1859年下水的世界上第一艘远洋木壳铁甲舰光荣号。是勇士级铁甲舰首舰，与其姊妹舰黑亲王号同为世界上最早采用铁甲船壳的军舰。勇士号于1863年进行了一次对公众开放的环大不列颠巡回展示，自此一直活跃在海峡舰队。随着性能更好的全蒸汽无风帆铁甲舰毁灭号的服役，勇士号逐渐过时，于1875年转入预备舰队。最终于1883年退役。
勇士号其后一直作为仓储船和驻泊船使用。1904年，勇士号被调派到鱼雷训练学校。1927年，被改造成浮动储油码头又服务了五十多年。1979年，勇士号被捐献给海事信托进行修复作业。修复过程一共进行了八年，在修复期间，很多过去的设施和特征被重建恢复。完成后，勇士号返回朴次茅斯成为博物馆。1987年至今，勇士号一直作为英国国家历史舰队的一员驻泊在朴次茅斯。

## 背景
1850年法国蒸汽动力战舰拿破仑号的服役引发了一场英法之间长达十年的军备竞赛。克里米亚战争初期锡诺普海战中被开花弹摧毁的奥斯曼木制船队，及随后在金伯恩半島戰役中被装甲浮动炮台瓦解俄罗斯海岸防御工事都证明了铁甲舰对传统战舰的绝对优势。1859年法国第一艘够在大洋自主航行的铁甲木壳舰光荣号的下水，中和了皇家海军由大量木制战舰构成的军力优势。英国海军当时缺少能够应对光荣号及其两艘姊妹舰的船只。维多利亚女王得知了情况的严峻性后，询问海军部能否在战时应对自如后，勇士号和她的姊妹舰被列入建造序列以作为对女王的回应。
海军部最初对该舰的要求是能够以15节航行，并配备全套风帆以具备全球巡航的能力。装甲要在速度和防护间达到平衡。铁制船壳要比同样尺寸大小的木制船壳轻，这给火炮，装甲和发动机提供更多空间。

## 设计

### 概览
海军首席造船师伊萨克·瓦特和工程师托马斯·罗伊德（Thomas Lloyd)设计了该舰。为了减少风险，两人直接在巡防舰默西号的船壳设计上进行修改。除了改用熟铁建造外，还在船中部沿着唯一一层火炮甲板加上了一座装甲堡，以保护全舰的大多数火炮，因此勇士号被归类为船旁列炮铁甲舰。
勇士级采用了很多成熟技术，其中包括蒸汽机，铁质船壳，和螺旋桨推进。只有熟铁装甲可以算得上是其技术上独有的重要进步。海军舰船设计师，历史学家 大卫·K·布朗（David K. Brown)曾写到：「其（勇士号）真正特别之处在于她将三种不同的技术首次混合在一起，这造就了当时世上最强大的战舰」（What made [Warrior] truly novel was the way in which these individual aspects were blended together, making her the biggest and most powerful warship in the world." ）勇士号装甲和速度上的优势令所有同时代的战舰都显逊色。曾于1863-1864年在勇士号上任槍炮上尉的“傑基”·费舍尔曾写到：“谁都不曾想到，我们的第一艘装甲战舰竟会对一延续千年的潮流造成如此根本性的变化。”（It certainly was not appreciated that this, our first armourclad ship of war, would cause a fundamental change in what had been in vogue for something like a thousand years.）
尽管勇士号是对光荣号的回应，在作战理念上二者却有很大的差异。光荣号是用来替换战列线中的木制战舰的正规战列舰，而瓦特设计的勇士号则是毋需进行线列作战的40门炮巡防舰，海军部也不确定其能否经受住木制双层和三层战列舰的集中火力打击，因此勇士号被要求拥有足够的速度，以在战时逃离主力舰的射程。最终导致比一般飞剪式帆船长一倍的勇士号拥有了飞剪式舰艏，与拥有着方正的轮廓的光荣号形成了鲜明对比
勇士号水线长380英尺又2英寸（115.9米），总长420英尺（128米），宽58英尺又4英寸（17.8米），吃水29英尺又9英寸（8.2米），满载排水量9137长吨（9284吨），标准排水量6109吨。船的长度使其难以操控，勇士号因此无法进行当时逐渐开始流行的复古撞击战术。

### 武器装备

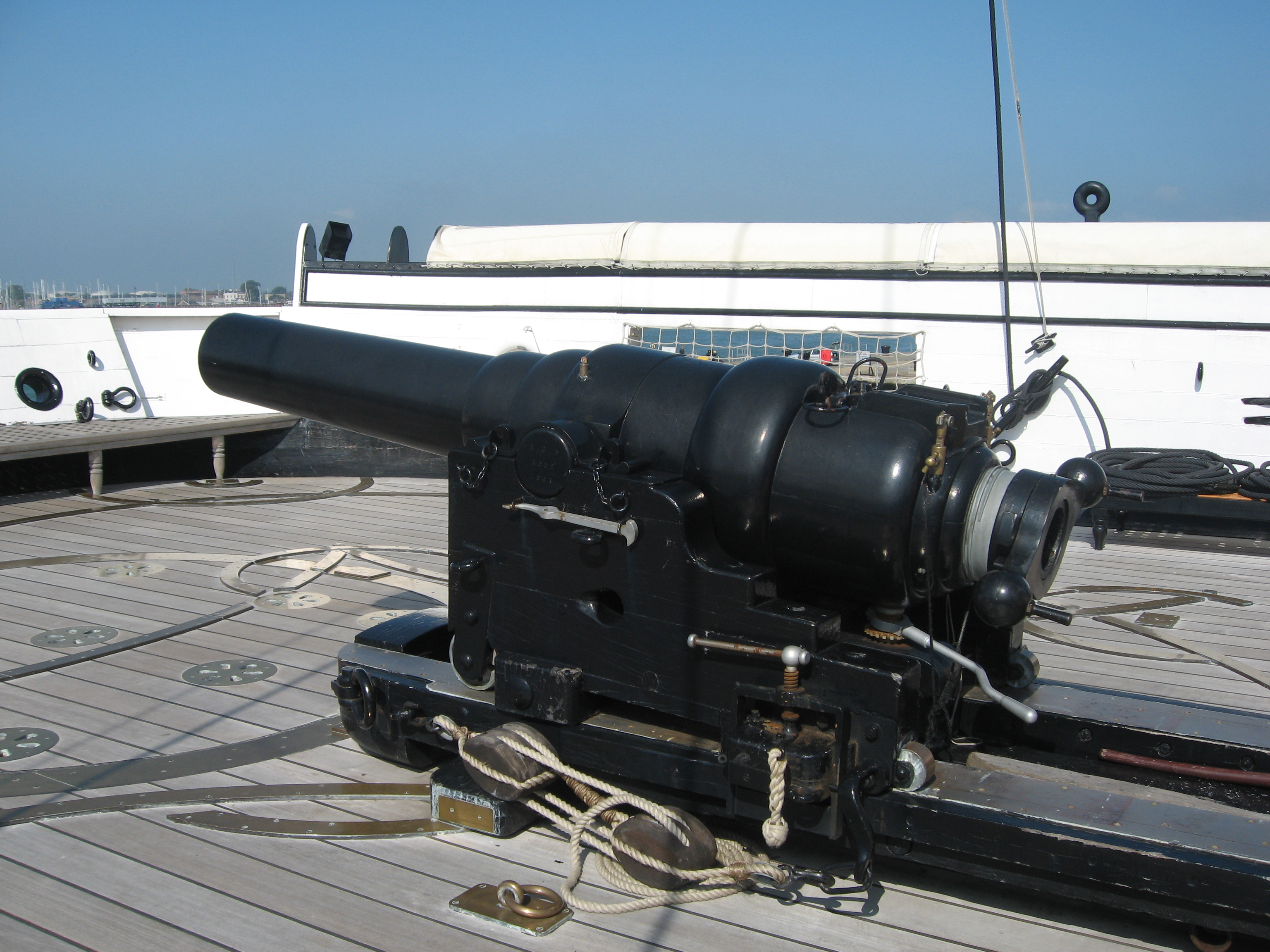
用在勇士号上的一门复刻版110磅后膛炮。

勇士号原本打算装备40门68磅前膛滑膛炮，每侧船舷19门，首尾甲板各一门。这种7.9英寸（201毫米）68磅炮实心弹射程3200吗（2900米）。在建造期间，又改为10门110磅阿姆斯特朗炮，26门68磅炮，和4门40磅4.75英寸（121毫米）阿姆斯特朗炮。新式的阿姆斯特朗炮都采用了早期后装线膛设计（RBL）。曾有计划用新式110磅7英寸（178毫米）阿姆斯特朗炮替换全部68磅炮。110磅阿姆斯特朗炮射程能达到4000碼（3700米），但其测试中显露的糟糕的穿甲能力最终止了这一换装计划。1863年，在首次实际使用中，尤里亚勒斯号上的110磅阿姆斯特朗炮因装填失误而发生炸膛。因此这门炮在实际使用中减少了推进药，使之在对抗铁甲舰的时候略显无力。
舰上所有的火炮都可以发射实心弹或开花弹，68磅炮还可以发射注有熔铁的空心铁弹，这种炮弹经由舰上的锅炉加热制成。1863年，勇士号原本的40磅阿姆斯特朗炮被替换为拥有更好设计的同一口径的火炮。1864-1867年，勇士号接受改造，换装了24门7英寸和4门8英寸（203毫米）前装线膛炮（RML）。同时又加装了4门20磅后膛炮作为礼炮。8英寸前膛炮可以击穿9.6英寸（244毫米）熟铁，7英寸前膛炮则能击穿7.7英寸（196毫米）

### 装甲

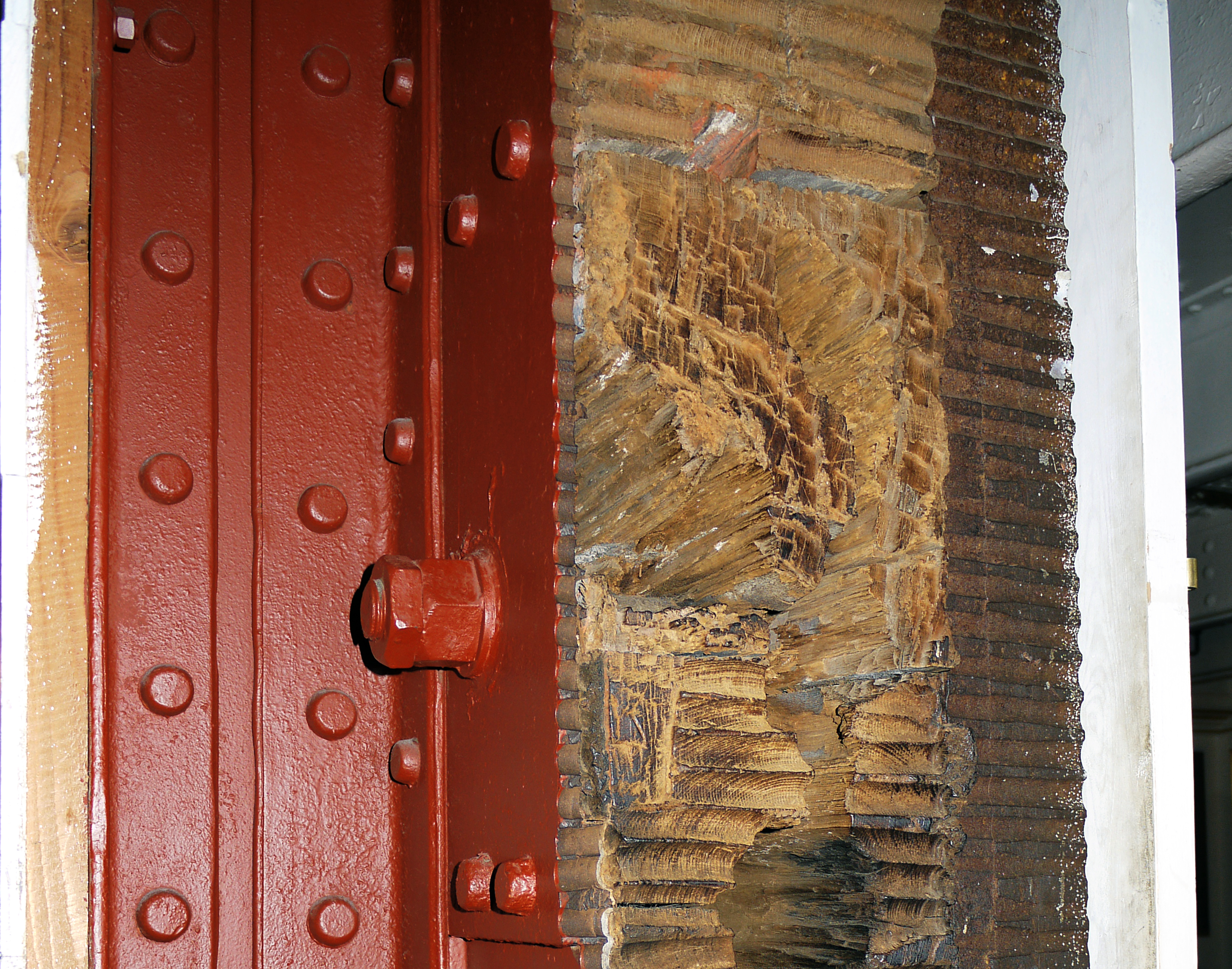
勇士号装甲横切面。右侧的柚木支撑着左侧的铁甲

勇士号的装甲由4.5英寸（114毫米）熟铁和18英寸（457毫米）柚木拼接组成。铁甲由长12英寸（3.66米）宽3英寸（0.91米）熟铁板雌雄榫接合而成。柚木部分由两层9英寸（229毫米）厚木板垂直排列而成。柚木部分能够吸收炮弹的冲击波防止其击穿船壳。根据1861年10月勇士号在舒伯里内斯下水时的测试报告，“可以说勇士号是不惧当时任何火炮的”
装甲覆盖了船中部213英尺（64.9米）,从水线上16英尺（4.9米）到水线下6英尺（1.8米）的区域。4.5英寸厚的横向护墙保护主甲板上的火炮，使其免受来自船尾和船首的打击。船的两段虽然没有防护，但仍被分成了几个水密隔舱以减少进水的威胁。缺少装甲保护的船尾使舵机和船舵变得十分脆弱。

### 船员
勇士号1863年的船员配置为50名军官和656名普通舰员。大部分船员都从事体力工作，像是收起海上有史以来最重的人操船锚。船员的舰上生活与海军中传统木制舰船上的同行差别不大。
大部分船员居住于勇士号上唯一的一层火炮甲板。他们睡在绑在船侧和顶梁之间的吊床上，平均每对火炮之间睡18个人。军官则分别在在船只尾部的独立的小船舱休息,同时还有专门的军官活动室。 船长则拥有有两间舒适宽敞的船舱。
勇士号服役时，普通船员中包含有122名皇家海军陆战队成员，他们都隶属于皇家海军陆战队炮兵队。之后有些步兵也被派到船上。陆战队驻扎火炮区的尾部，他们的睡袋被挂在军官区和水手区之间。

### 动力系统
勇士号装备有约翰·宾与子（John Penn and Sons)公司生产的两缸筒式蒸汽机，这种蒸汽机上10只方形锅炉产生的蒸汽驱动着一枚螺旋桨。在1868年4月1日的海试中，勇士号在仅用蒸汽机驱动的情况下输出了5772马力（4304千瓦）的动力，速度达到14.08节（26.08公里/小时；16.2英里/小时）。船上装有853长吨（867吨）的煤，这保证了勇士号在使用蒸汽动力时能以11节（20公里/小时；13英里/小时）的速度航行2100海里。
勇士号同时也是一艘风帆铁甲舰，拥有48400平方英尺（4497平方米）的风帆面积。在只用风帆的情况下能达到13节（24公里/小时；15英里/小时）的航速，比她的姊妹舰黑亲王号快两节（3.7公里/小时；2.3英里/小时）。勇士号拥有史上最大的可吊起螺旋桨（英文：hoisting propeller), 这种螺旋桨重26长吨（26吨），不使用时需600人将其吊起，以减少船在风帆行驶中的阻力。在蒸汽风帆并用的情况下，勇士号曾在一次从朴茨茅斯到普利茅斯的航行中达到过17.5节（32.4公里/小时；20.1英里/小时）。

## 建造与服役
勇士号的订单于1859年5月11日送至位于伦敦布萊克沃爾的泰晤士铁工造船厂。在鐵行輪船公司（P&O)的邮轮塞纳号于西漢姆侧的河湾下水后，勇士号于1859年6月6日后的某段时间铺设龙骨。船坞的滑道被加固以支撑勇士号的重量。建造用铁于8月开始全面生产，正式建造可能开始于8月中旬。海军部的犹豫不决和设计上的不断变更造成了多次延误，这几乎使其建造者破产，海军部于是奖励了5万英镑给船厂以助其渡过难关。1860年12月29日，勇士号在50年来最冷的冬天中下水。起初勇士号和滑道冻在了一起，船厂动用了液压千斤顶，拖船，加上船坞工人不断从甲板一侧跑到另一侧，才最终撼动了冰封，使勇士号成功下水。勇士号于1861年8月服役并接受海试。10月24日勇士号正式建成，至此共花费了377,292英镑，这一造价几乎是当时普通木制战列舰的两倍。1862年3月至6月间，勇士号接受修理，并修正了一些海试时发现的缺陷，其中包括换装更轻更短的船首斜桅。
勇士号最初被分配到了海峡舰队，亚瑟·科克伦被任命为其舰长。1863年3月，勇士号为载着丹麦公主亚历山德拉的皇家邮轮护航。亚历山德拉此行前往英国是为了与威尔士亲王完婚，亚历山德拉公主赞扬了勇士号船员的表现，并借由海军上将米高·西摩爵士对护航船队表达了”她很满意（She was much pleased)“。科克伦舰长将这一句话刻在了操舵輪的铜盘上。亚历山德拉的后裔，肯特郡主亚历山德拉现在是勇士号信托的赞助人。
1863年中，海峡舰队展开了为期12周的环不列颠公开巡航，勇士号共接待了30万名参观者，每个港口每天大约13000人。

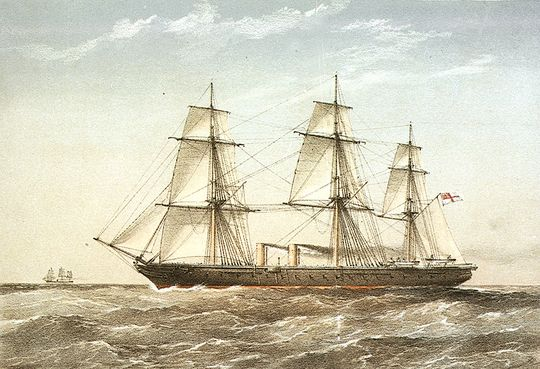
风帆状态下勇士号

勇士号于1864年11月进行了一次整修，移除了表现糟糕的阿姆斯特朗炮，换装了最新的前装线膛炮。1867年，勇士号在舰长朱利安·科比特的指挥下重新服役，并接替她的姊妹舰成为了一艘驻泊在爱尔兰科芙的警备舰。两艘军舰后来都参加了7月17日的观舰式，迎接了埃及瓦利伊斯梅爾帕夏和奥斯曼土耳其苏丹阿卜杜勒-阿齊茲一世的到访。观舰式后，海军部于7月24日付清了全部船款。接下来几天，勇士号又转由亨利·博伊斯（Henry Boys)舰长指挥。9月24日，加入了海峡舰队。年末，勇士号被部署到奥斯本湾, 以保卫正在奧斯本莊園的维多利亚女王。当时正值芬尼安起义，有情报显示爱尔兰民族主义者可能会袭击女王。在勇士号执行这项任务时，女王登上勇士号进行了一次非正式参观。1868年4月，勇士号作为皇家游艇维多利亚号护航舰队的一员接受了威尔士亲王，也就是未来国王爱德华七世的访问。8月，勇士号在前往苏格兰时与皇家橡树号独桅纵帆船相撞。皇家橡树号被撞烂，勇士号则失去了舰艏雕像和首桅。博伊斯舰长因此被军事法庭传唤，但最终被判无罪。
1868年7月4日到28日间，勇士号，黑亲王号和木制明轮巡航舰可怖号（HMS Terrible)一起将一个足以容纳铁甲舰的特制浮动干船坞从馬德拉拖至百慕大，全程2700海里（5000公里；3100英里）。8月末勇士回航后，弗莱德里克·斯特林接替亨利·博伊斯成为勇士号舰长。在重装了在之前事故中失去的舰艏雕像后，勇士号重新加入了海峡舰队。1870年3月2日，亨利·格林（Henry Glyn)被任命为勇士号舰长。9月7日，在参加了与地中海舰队的联合巡航后，勇士号见证了海军上校号（HMS Captain)在猛烈风暴中沉没。勇士号接下来又参与了前往馬德拉和直布罗陀的巡航，勇士号在驶出直布罗陀港时，险些与阿金科特号（HMS Agincourt)相撞。

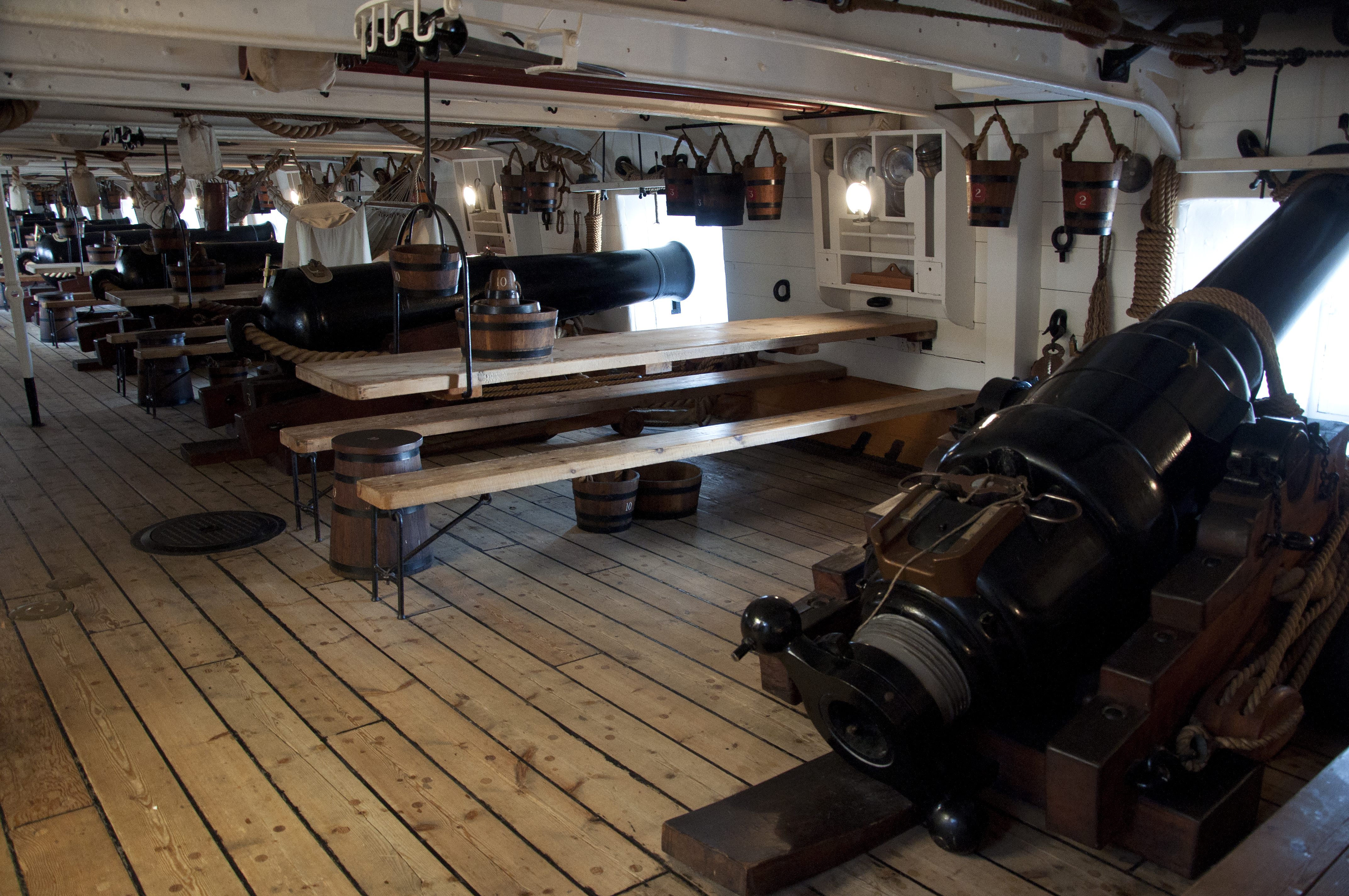
勇士号复原后的火炮甲板

快速发展的战舰设计使勇士号在下水十年后开始过时。1871年，皇家海军第一艘无风帆主力舰毁灭号正式服役。无风帆设计让火炮的安置不再局限于船侧，同时也使火炮有更大的横向活动空间。同年，勇士号开始了一次为期4年的改造，加装了船尾甲板（英文：poop deck)，蒸汽錨机，更短的首桅，同时更换了锅炉。1875年4月勇士号重新服役，并被派往了第一预备舰队，作为一艘驻扎在波特兰的警备舰。在这期间进行了多次年度夏季巡航，造访了很多港口。在1877年俄土战争期间，因为担心俄罗斯可能会攻击君士坦丁堡，勇士号被征召。但预想的进攻并没有发生，于是勇士号被调往了班特里湾，1881年4月，又被调往克莱德湾作为警备舰直到1883年5月，当月，她的两具桅杆被发现已经腐烂。因为没有任何替代品，所以全部桅杆被移除，勇士号也正式退役。

勇士号在没有任何改变的情况下于1887年被重新归类为三等装甲螺旋桨战舰（英文：screw battle ship, third class, armoured )，1892年5月又被定为一等装甲巡洋舰。曾有计划在1894年之前对勇士号进行现代化改装，在安装了至少一个新锅炉后，计划因经济原因而终止。1901年5月至1902年7月间，勇士号被用作废弃仓储船（英文：storage hulk)。1902年到1904年3月31日期间，勇士号被用作一支驱逐舰队的系泊船（英文：depot ship)。之后被移至位于朴茨茅斯的皇家海军鱼雷训练学校，为此，蒸汽机被移除，前桅和后桅被重装，上甲板被加上屋顶以用作通信训练教室。舰名被改名为弗农3号（Vernon III)，同时加装了6座新式貝爾維爾锅炉和4座发电机以为临近的几艘弗农号废船提供蒸汽和电力。1923年10月，学校转移到新建的岸上设施中。勇士号和其他几艘废船失去了作用。10月1日勇士号恢复了原本的舰名。

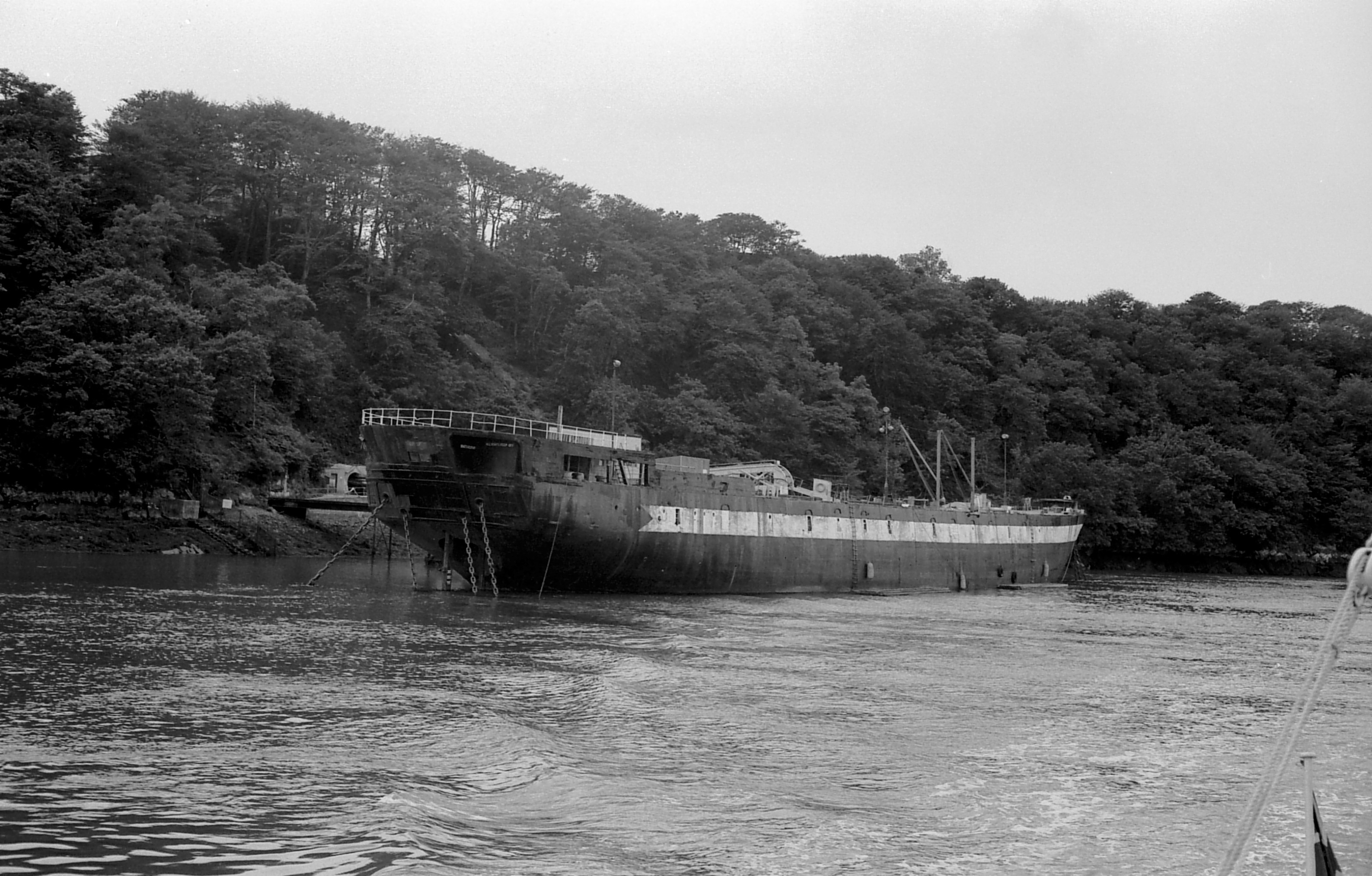
作为储油码头的勇士号，1977年摄于连尼昂湾

1925年4月2日，海军决定将勇士号作为废铁出售给拆船厂，但正好赶上了一战结束后的过时船隻拆解潮，拆解船铁的利润大跌，勇士号只得在朴茨茅斯又待了4年。1927年10月22日，勇士号开始被改装为浮动系泊码头，所有设备被移除，只留下锅炉和发电机，并安装了2台应急柴油泵，船尾甲板一下的空间被改为护船员及其家人的居住地。1929年3月13日，被拖往威尔士的彭布罗克船坞 。接下来的50多年里，勇士号都停泊在连尼昂湾（Lianion Cove)的岸边。海军于二战前的一次维护中，在其上甲板上铺上一层厚水泥。战争中，勇士号充当了海岸扫雷艇的基地。1942年8月27日，被重命名为油料仓储船C77号（Oil Fuel Hulk C77)，以让出名字给轻型航母勇士号。在连尼昂湾，勇士号给五千多艘船隻加过油。

## 保护

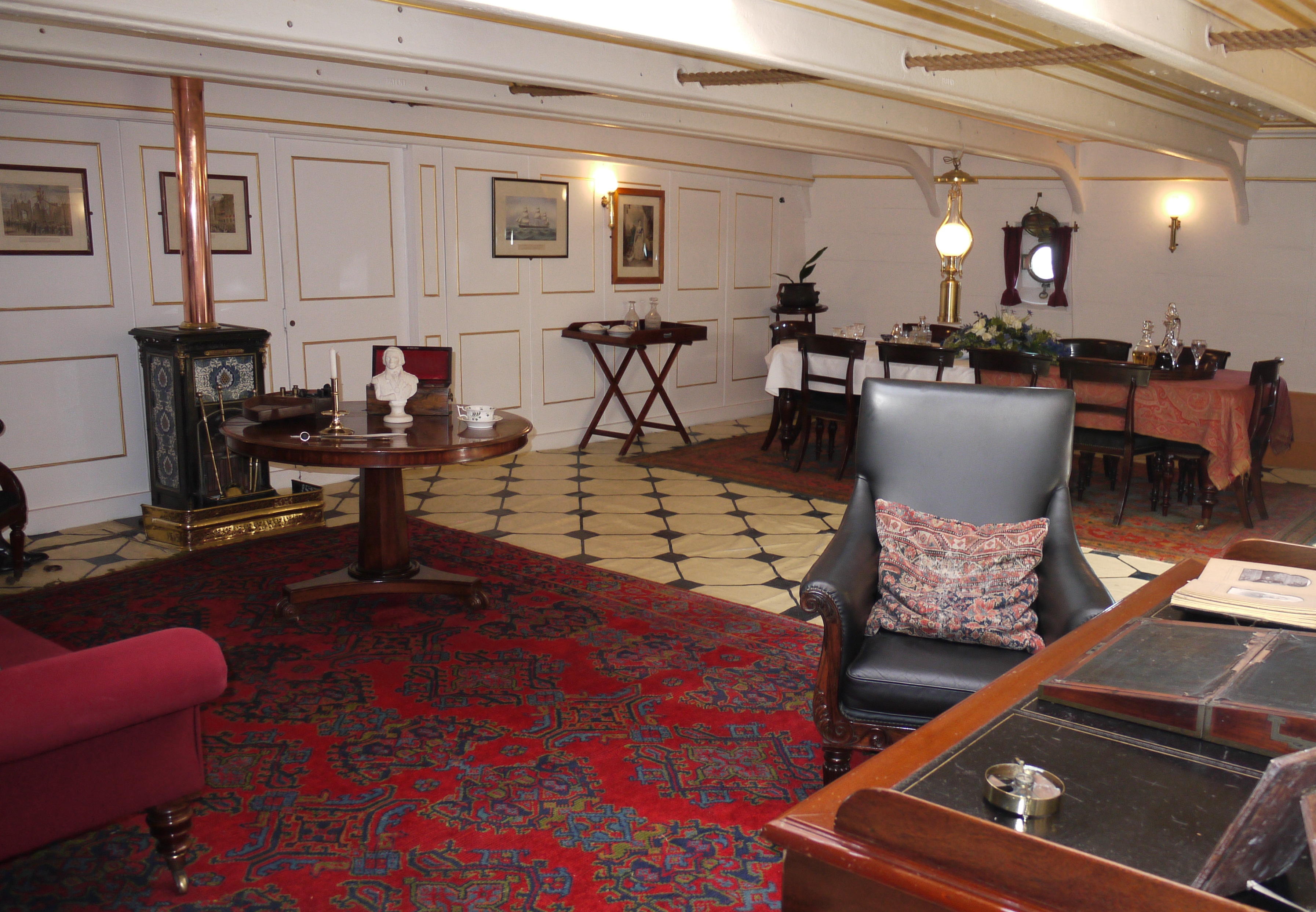
重建的舰长日间船舱

修复勇士号的讨论开始于六十年代早期，但当时没有形成任何实质性的计划。1967年，大伦敦议会提议修复该船作为景点，这项提议又因皇家海军仍需要其在彭布罗克继续服务而搁浅。1968年，爱丁堡公爵组织了一次会议以讨论勇士号和其他历史船只的保护与复原。一年后，旨在保护老旧勇士号和其他历史船只的海事信托成立，海事信托连同保守党议员约翰·史密斯的曼尼福德信托都对勇士号产生了兴趣。1976年，皇家海军宣布连尼昂油料补给船将于1978年关闭，曼尼福德信托随即开始寻找修复勇士号的资金。在承诺资金方面不成问题后，皇家海军于1979年将勇士号捐给了曼尼福德信托。1983年，船只所有权转到了船隻保护信托（Ship's Preservation Trust)的名下；1985年，改名为勇士号保护信托（Warrior Preservation Trust)。

### 复原
1979年8月，勇士号开始了一段800英里（1300千米）航程，于当年9月2日抵达了哈特爾浦开始了她的修复工作。9百万英镑的修复资金大部分来自曼尼福德信托。海事信托决定将勇士号复原至1862年的状态。最初的两年里，大部分工作集中在移除勇士号第一次服役后所加装的材料，像是船尾甲板和重200长吨的水泥封顶。为了让修复工作经济上可行的同时又尽量符合历史上1862年的状态，修复团队进行了大量研究，综合了船只的官方档案和船上服役官兵的作品。一些画作中所展示的船舱和船尾走廊帮助专家们确定了一些固定家具的位置。在科克伦舰长书信中，找到了舰上见习军官亨利·莫里所画的草图，草图展示了舰上武器装备和一些非固定设施的布置。

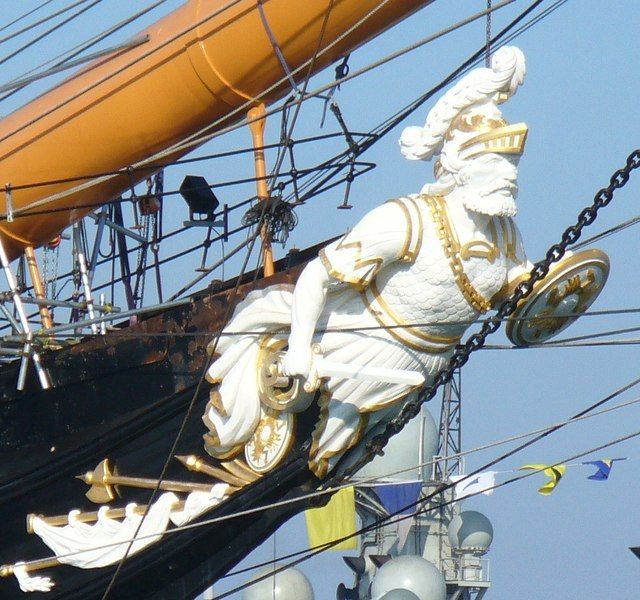
勇士号的舰艏雕像，摄于2007年

原有的舰艏雕像于1960年代被毁，1981年，新的雕刻工作在现有照片的基础上开始进行。1982年的伦敦国际轮船展上展示了雕刻家正在雕刻的半成品雕像，这尊约12英尺（3.66米）高的雕像成为了当时展览的重头戏。在1983年完成之前，这尊雕像还出现在了英国广播公司（BBC）的儿童节目蓝色彼得上。1984年的大部分时间里，雕像被展示在普斯茅斯皇家船坞的大门上。1985年2月6日，雕像被装到了勇士号上。
完全换装高86英尺又3英寸（26.3米）,宽42英寸（1.07米）的木制桅杆被证明并不可行，因此复原团队决定采用钢管替代木材，并通过焊接使之成型。钢管中安放了梯子以方便人们抵达顶层。全部三根主桅和一根首桅在1984年9月至1985年2月之间被安装到舰上。勇士号的蒸汽机，锅炉和辅助机械因为太昂贵而无法完全复原，只得用铸铁制造了外形相像复刻版。复刻版发动机可以在电力驱动下缓慢运转，这使游客能够大体了解发动机如何运作。
伍利奇圆顶炮兵博物馆和泽西议会分别提供了与1862年勇士号上相同的68磅前膛炮和110磅后膛炮，用于为复刻工作提供样板。复制的火炮都采用玻璃钢制造，阿姆斯特朗炮带有可活动的跑栓，而前膛炮则被封住了炮口，以免游客向里面投掷垃圾。有关木制炮架的信息非常有限，修复人员因此不得不在正式建造前测试不同的原型。

### 博物馆舰
1985年，一个新的泊位在朴茨茅斯港火车站附近被清理了出来，同时朴茨茅斯还建了一座新码头以准备勇士号的到来。1987年6月12日，在船长科林·艾伦（Collin Allen)的指挥下，勇士号在4天时间里被拖行390英里（630公里）到达索倫特。当她在超过90艘各型船只的护送下驶进朴茨茅斯港时，上千名群众排列在在海岸和城墙上欢迎勇士号的到来。勇士号作为博物馆于7月27日开放。这艘新复原的铁甲舰被重新命名为皇家海军勇士号（1860）[HMS Warrior(1860)]，以免与1963年成立的诺斯伍德指挥部“皇家海军勇士号”混淆，那是当时皇家海军下辖的一个以勇士号命名的陆上作战指挥部。
勇士号作为国家历史舰队的一员驻泊在朴茨茅斯历史船坞复合体（Portsmouth Historic Dockyard complex), 同在此处的还有纳尔逊的旗舰胜利号和都铎时期战舰玛丽玫瑰号。1995年，勇士号接待了超过28万名游客，整个船坞复合体每年则接待40到50万名游客。勇士号仍然归勇士号保护信托管理，时常被用以举办婚礼和其他各种私人活动来赚取维护费用。信托同时还拥有船只关联的各种材料和一个檔案室，后者未向公众开放。